# Piwi+
 (décembre 2020).
Piwi+, anciennement Piwi, est une chaîne de télévision thématique française destinée aux enfants âgés de 3 à 6 ans, appartenant au Groupe Canal+ (anciennement au Groupe TPS).

## Histoire de la chaîne
Piwi a commencé comme un bloc de programmation sur Télétoon le 9 juillet 2002, de 6 h 30 à 15 h.
Elle s'est ensuite étendue à sa propre chaîne le 3 décembre 2003, désormais diffusée entre 6 h 30 et 22 h dans le cadre d'un accord de partage de temps avec Groupe TPS.
À la suite de la fusion du bouquet TPS et du bouquet Canalsat, la chaîne est vendue au Groupe Canal+, tout comme sa sœur Télétoon+.
Piwi est renommée en Piwi+ le 17 mai 2011. Le changement intervient après le rebranding des chaînes thématiques du Groupe Canal+, valorisant ainsi leur savoir-faire éditorial, qualité reconnue du vaisseau amiral Canal+. À cette occasion, la chaîne passe en 16/9. Piwi+ appartient au Groupe Canal+ depuis 2007 et est désormais disponible uniquement dans les offres Canal+ depuis le 3 janvier 2017, et fait également partie de l’offre proposée par Free TV by CANAL depuis le 26 septembre 2016, ainsi que de l’offre Fibre de Orange, Famille by CANAL depuis le 9 octobre 2017.

### Voix off
- Magali Barney (du 09/07/2002 à 17/05/2011)
- Saïd Amadis (du 17/05/2011 au 31/12/2014)
- Philippe Lévy (du 01/01/2015 à août 2016)
- François Berland (depuis septembre 2016)

### Identité visuelle (logo)
L'habillage de la chaîne a été créée par l'agence Gédéon. La chaîne est incarnée par un soleil bienveillant de couleur jaune (autrefois pourvu de rayons coniques oranges jusqu'à son renommage en 2011) accompagnant les enfants dans leurs rendez-vous avec les programmes de la journée.
À partir de 2024, le permanent à l'antenne est unique et placé en haut à droite, alors qu'auparavant il était en bas à droite avec le soleil jaune qui montait jusqu'en haut à gauche.
La couleur dominante de la chaîne est le vert.

Logo de Piwi du 9 juillet 2002 au 17 mai 2011
Logo de Piwi+ depuis le 17 mai 2011

### Slogans
- Du 9 juillet 2002 au 17 mai 2011 : « Piwi, la chaîne d'éveil des tout-petits. »
- Depuis le 17 mai 2011 : « Piwi+, le jardin d'éveil des tout-petits. »

## Personnages
Avant son renommage du 17 mai 2011, la chaîne était incarnée par sept mascottes rondes et colorées qui animaient le bloc préscolaire et la chaîne à travers les jingles. Chacune avait un nom et une particularité: alors que Peinture (5 ans) est un expert en dessin (d'ailleurs c'est lui qui anime Dessine avec Piwi), Ressort (9 ans) aime sauter de haut en bas, Ventouse (7 ans) aime faire de l'exercice, Radar (8 ans) est un expert en science, Étoile (6 ans) aime danser le ballet des fées, Gourmand (6 ans) aime manger tout ce qu'il trouve (ex: fruits et des légumes) et Soleil (3 ans) est le Piwi principal du groupe.
- Soleil, le Piwi jaune et orange des 3 ans, interprété par Lucile Boulanger (2002-2004), Barbara Tissier (2005-2011)
- Gourmand, le Piwi orange et vert des 6 ans, interprété par Brigitte Guedj (2002-2004), Lara Saarbach (2005-2011)
- Étoile, le Piwi mauve et jaune des 6 ans, interprété par Caroline Combes (2002-2004), Annabelle Roux (2005-2011)
- Radar, le Piwi indigo et rouge des 8 ans, interprété par Blanche Ravalec (2002-2004), Annabelle Roux (2005-2011)
- Ventouse, le Piwi vert et rouge des 7 ans, interprété par Fily Keita (2002-2004), Annabelle Roux (2005-2011)
- Ressort, le Piwi rouge et indigo des 9 ans, interprété par Sauvane Delanoë (2002-2004), Lara Saarbach (2005-2011)
- Peinture, le Piwi bleu et jaune des 5 ans, interprété par Naïke Fauveau (2002-2004), Kelly Marot (2005-2011)

Ces personnages ont disparu de l'antenne depuis le 17 mai 2011 et ont été remplacées par un soleil jaune qui anime les jingles de la chaîne.

## Organisation

### Dirigeants
- Directeurs du Pôle Jeunesse :  
  - François Deplanck : 1996-2010
  - Laurence Blaevoet :  2010 - 2014
  - Audrey Brugère : depuis 2015

### Capital
Piwi était éditée par TPS Jeunesse, société dont le capital était intégralement détenu par TPS jusqu'au 5 janvier 2007.

## Diffusion
- Canal+
- SFR TV
- La TV d'Orange
- Freebox TV

Piwi+ est diffusée en France et en Outre-mer sur Canal+ et sur les opérateurs SFR, Free et la TV d'Orange avec TV par CANAL en France.
La chaîne est disponible chez l'opérateur belgo-luxembourgeois TéléSAT et en Belgique sur Voo.